# Hoffmann Edith
Hoffmann Edith (Brassó, 1888. december 7. – Budapest, 1945. április 6.) művészettörténész, muzeológus, Engel Károly festőművész unokája.

## Életpályája
A Magyar Királyi Állami Felsőbb Leányiskolában érettségizett, majd 1906 és 1910 között a Bécsi Egyetem és a Budapesti Tudományegyetem Bölcsészettudományi karának hallgatója volt. 1910-ben művészettörténetből szerzett doktorátust és a következő három évben a Magyar Nemzeti Múzeum Néprajzi Tárának gyakornokaként működött. 1913 és 1921 között a Szépművészeti Múzeum Grafikai Osztályának őre, majd 1921 és 1936 között osztályvezetője, végül 1936 és 1945 között múzeumi igazgató-őre volt.
Apja, dr. Hoffmann Frigyes (1853–1938), az Eötvös Collegium rendes tanára volt. Testvére, Hoffmann Mária (1884–1949) könyvtáros, irodalomtörténész, Rédey Mária néven is publikált, Rédey Tivadar felesége volt. Hoffmann Edith az 1920-as évek elején házasságot kötött dr. Bernhardt Sándor jogásszal (aki később, 1937–44 között Baja város polgármestere volt), néhány hónap után azonban elváltak. Válása után testvérével és sógorával közös lakásban lakott Budán, a Buday László utcában. Az 1920-as, 30-as években lakásukon rendszeres fogadónapokat tartottak, ahol az irodalmi, művészeti élet résztvevői találkoztak egymással. Itt Hoffmann Edith rendszeresen árnyrajzokat készített a résztvevőkről. így Babits Mihályról, Török Sophie-ról, Kosztolányi Dezsőről, Halász Gáborról, Sík Sándorról és még sok más résztvevőről. Az árnyrajzokról Tolnai Gábor, aki ugyancsak a fogadónapok rendszeres résztvevője volt, könyvben emlékezett meg
1945 áprilisában halt meg, budai lakásából gyalog sietett munkahelyére, a Szépművészeti Múzeumba. A Margitszigetre vezető ideiglenes hídon egy szovjet katonai teherautó elgázolta, a helyszínen meghalt. Halálát sógora, Rédey Tivadar jelentette be. A Farkasréti temetőben temették el, sírját azonban később felszámolták.

## Kutatási területe
Nagy anyagismeretet felölelő munkásságában a múzeum rajzaival, miniatúrákkal, a régi és modern művészet számos kérdésével foglalkozott.

## Legfontosabb publikációi
- A sienai és firenzei festészet a XV. században (doktori értekezése is, Budapest, 1910)
- Harpokrates szobrocskák a Nemzeti Múzeumban (Archaeologiai Értesítő, 1914)
- Barabás Miklós, 1923, 1950 (Online hozzáférés)
- Der künstlerische Schmuck der Corvin-Codices, 1925
- Bibliotheca Corvina : La Biblioteca di Mattia Corvino Re d'Ungheria, (Fraknói Vilmossal, Fógel Józseffel és Gulyás Pállal), 1927
- A Nemzeti Múzeum Széchényi könyvtárának illuminált kéziratai, 1928
- Régi magyar bibliofilek (Budapest, 1929)
- A régi osztrák művészet egy ismeretlen fontos emlékéről (Petrovics Elek-emlékkönyv. Budapest, 1934)
- A Szépművészeti Múzeum rajzgyűjteményei (Nyugat, 1935)
- Albrecht Altdorfer. – Tintoretto. – Greco. (Nyugat, 1936)
- Rembrandt. – Palma Vecchio. (Nyugat, 1937)
- Jegyzetek a régi magyar táblaképfestészethez (in: Archeológiai Értesítő, 1937)
- Pozsony a középkorban. Elfelejtett művészek, elpusztult emlékek. (Budapest, 1938)
- Mátyás király könyvtára (Budapest, 1940)
- Szinyei Merse Pál (Magyar művészeti írások. Budapest, 1943)
- A Majovszky- gyűjtemény (1943)

## Főbb kiállításai
- Francia romantikusok. (Budapest, 1926)
- Francisco de Goya grafikai munkái. (Budapest, 1928)
- Miniatúrák és olasz rajzok. (Budapest, 1930)
- Német rajzok. 1400–1650. (Budapest, 1931)
- Német rajzok. 1650–1914. (Budapest, 1932)
- Lotz Károly rajzai. (Budapest, 1933)
- Németalföldi rajzok. XV–XIX. század. (Budapest, 1932)
- Rajzoló eljárások. (Budapest, 1934)
- Watteau és köre. Születésének 250. évfordulójára. (Budapest, 1934)
- Székely Bertalan rajzai. Héjjas Jánossal. (Budapest, 1935)
- A Majovszky-gyűjtemény. (Budapest, 1935)
- A Grafikai Osztály legszebb külföldi rajzai. Héjjas Jánossal. (Budapest, 1936)
- Francia grafikusok. XVI–XX. század. (Budapest, 1936)
- Német grafikusok. Héjjas Jánossal. (Budapest, 1937)
- Olasz grafikusok. XV–XVIII. század. Héjjas Jánossal. (Budapest, 1939)
- Erdélyi művészek, erdélyi tájak. (Budapest, 1940)
- A magyar rajz ötszáz éve. Héjjas Jánossal. (Budapest, 1940)
- Kéziratok és miniatúrák. X–XX. század. (Budapest, 1941)
- Olasz tájak. Domán Andreával. (Budapest, 1943)
- Másolatok, hamisítványok. Domán Andreával. (Budapest, 1944)